# Amentotaxus
Amentotaxus Pilg. – rodzaj zimozielonych krzewów i niewielkich drzew z rodziny cisowatych (Taxaceae). Obejmuje sześć gatunków występujących w południowo-wschodniej Azji.

## Morfologia
PokrójKrzewy lub niewysokie drzewa o gałązkach wyrastających naprzeciwlegle.
LiścieNaprzeciwległe, spłaszczone, lancetowate, skórzaste, na brzegach nieco podwinięte. Od góry ciemnozielone, z wyraźną, centralną wiązką przewodzącą. Od spodu z wyraźnymi dwiema jasnymi liniami szparek.
Organy generatywneZebrane w rozdzielnopłciowe strobile wyrastające na końcach pędów. Strobile męskie mają postać długich, zwisających kłosokształtnych gron wyrastających w skupieniach po 2-4. Strobile żeńskie wyrastają pojedynczo na dolnej stronie gałązek na zwisających szypułach. Strobile te są kuliste do owalnych. U nasady zawierają mięsiste łuski barwy żółtoczerwonej. Zawierają pojedyncze, bezskrzydełkowe nasiono otoczone niemal w całości (z wyjątkiem wierzchołka) osnówką.

## Systematyka
Rodzaj z rodziny cisowatych (Taxaceae). Uznawany był dawniej za blisko spokrewniony w obrębie rodziny z rodzajem głowocis Cephalotaxus, ale budowa nasion i worków pyłkowych, a przede wszystkim analizy genomu jądrowego i plastydowego wskazują na jego siostrzaną pozycję względem rodzaju torreja Torreya.
Wykaz gatunków
- Amentotaxus argotaenia (Hance) Pilg.
- Amentotaxus assamica D.K.Ferguson
- Amentotaxus formosana H.L.Li
- Amentotaxus hatuyenensis T.H.Nguyên
- Amentotaxus poilanei (Ferré & Rouane) D.K.Ferguson
- Amentotaxus yunnanensis H.L.Li